# Priapulomorpha
Priapulomorpha is een orde in de taxonomische indeling van de peniswormen (Priapulida).

## Taxonomie
- Orde Priapulomorpha
  - Familie Priapulidae
    - Geslacht Acanthopriapulus
      - Acanthopriapulus horridus

    - Geslacht Priapulopsis
      - Priapulopsis australis
      - Priapulopsis cnidephorus
      - Priapulopsis bicaudatus

    - Geslacht Priapulus
      - Priapulus abyssorum
      - Priapulus caudatus
      - Priapulus tuberculatospinosus

  - Familie Tubiluchidae
    - Geslacht Tubiluchus
      - Tubiluchus arcticus
      - Tubiluchus australensis
      - Tubiluchus corallicola
      - Tubiluchus philippinensis
      - Tubiluchus remanei
      - Tubiluchus troglodytes
      - Tubiluchus vanuatensis